# Иван Минчев
Иван Петров Минчев или Минджев е български учител и революционер, деец на Вътрешната македоно-одринска революционна организация.

## Биография
Минчев е роден на 25 декември 1874 година във Ваташа, Тиквешко, в Османската империя, днес Северна Македония. В 1895 година завършва с десетия випуск Солунската българска мъжка гимназия. Още като ученик става член на ВМОРО. Завежда Даме Груев в Кавадарци в 1894 година и му помага в основаването на революционната организация в града. В периода 1895 – 1903 година Минчев е учител в Кавадарци и е член на Тиквешкия околийски комитет на ВМОРО. Бяга в София след като е подгонен от турските власти. След това работи в Българската екзархия в Цариград. По време на Първата световна война служи във Военно-санитарната част.
Иван Минчев умира на 24 ноември 1960 година в София.